# Luigi Delmotte
Luigi Delmotte (Hennuyères, 18 september 1892 - Doornik, 29 augustus 1957) was de 96e bisschop van het Belgische rooms-katholieke bisdom Doornik.

## Kerkelijke loopbaan
Luigi Delmotte was een alumnus van de Pauselijke Universiteit Gregoriana (Pontificia Università Gregoriana) in Rome.
Op dinsdag, 28 oktober 1919 werd hij in Doornik, op 27-jarige leeftijd, priester gewijd.
Zijn aanstelling als bisschop volgde ruim twintig jaar later, op woensdag, 24 januari 1940.
De wijding waarbij Kardinaal Van Roey voorging (bijgestaan door de bisschoppen Heylen en Kerkhofs) vond plaats op donderdag 7 maart 1940.
Luigi Delmotte leidde het bisdom Doornik in de woelige tijd van de Tweede Wereldoorlog. Gedurende deze oorlog, in 1943, maakte een plotse verlamming zich van hem meester. Van kwetsuren tijdens de Eerste Wereldoorlog had hij zich heropgericht doch van deze tweede kwaal werd hij bedlederig. Hulpbehoevend trad hij af: drie dagen na het einde van de tweede wereldbrand, op zondag 8 juli 1945. Hij werd terstond aangesteld als titulair bisschop van Abila Lysaniae (Syrië) en nog dezelfde dag volgde Etienne Carton de Wiart zijn kreupele collega op.

## Overlijden
Bisschop Delmotte bleef ziek en ontsliep op donderdag 29 augustus 1957, twaalf jaar na zijn aftreden.
Twee dagen later (zaterdag 31 augustus) meldde de heer H. Van Wayenbergh (rector van de Katholieke Universiteit Leuven) aan zijn professorenkorps het overlijden van
(...)
"Zijne Eerbiedwaardige Excellentie Monseigneur Louis Delmotte,
Titulair bisschop van Abila de Lysanias,
Voormalig bisschop van Doornik,
Erelid van de Raad van Beheer der Katholieke Universiteit Leuven.

De universiteit verliest in zijn persoon een gewezen trouwe en toegewijde leider."
(Vertaling uit het Frans).
De afscheidsdienst had plaats in de Doornikse kathedraal op maandag 2 september 1957.